# Apc
Apc is een plaats (község) en gemeente in het Hongaarse comitaat Heves. Apc telt 2805 inwoners (2001).